# Aeroporto di Fitiuta
L'aeroporto di Fitiuta è un aeroporto sito a Maia, nella contea di Fitiuta, sull'isola di Taʻu, facente parte delle Samoa Americane, il cui governo ne detiene la proprietà. Quando venne costruito ed attivato (ottobre 1990) venne venduto l'Aeroporto di Taʻu, ubicato nella parte nord-occidentale dell'isola.

## Caratteristiche
La pista di atterraggio ha un orientamento 12/30, è lunga 3200 piedi e larga 75 (975 m x 23 m). È stato stimato che nel periodo fra il 31 gennaio 2011 ed il successivo nel 2012 le operazioni sono state effettuate per il 91% da aerotaxi, mentre per il rimanente 9% da aviazione generale.